# قوات الحرية ضد الرايخ الثالث
قوات الحرية ضد الرايخ الثالث (بالإنجليزية: Freedom Force vs the 3rd Reich) ، هي لعبة فيديو أمريكية أنتجت ونشرت شركتي تو كاي جيمز وإلكترونيك آرتس عام 2005م، وتعمل على نظام مايكروسوفت ويندوز وستيم .

## وصلة خارجية
- قوات الحرية ضد الرايخ الثالث على موبي غيمز